# Residència d'Estudiants de Fantoft
La Residència d'Estudiants de Fantoft (en noruec Fantoft Studentboliger o Fantoft Studentby) és la residència d'estudiants més gran de Bergen i una de les més grans de Noruega: té una capacitat per a 1344 estudiants, la majoria dels quals provinents d'altres països. Va ser construït en l'estil brutalista típic dels anys 1960-70. Un dels blocs és l'edifici més alt de Bergen. Està situada al barri de Fantoft, el qual li dona el nom, a sis quilòmetres al sud del centre de la ciutat. Va ser dissenyada pels arquitectes Jørgen Djurhuus i Erik Fersum i construïda entre 1969 i 1972. Disposa de les facilitats socials, esportiues i domèstiques habituals d'aquest tipus d'edificis. Al marc d'un programa de reformes i de construccions noves que haurà de permetre accolir 25.000 estudiants tot areu a la ciutat, el pla d'acció urbanístic de Bergen 2013-2025 preveu una reforma complet del complex que després de més de 40 anys sofreix d'un estat avançat d'obsolescència.
Joseph Luns (1911-2002), quan era secretari general de l'Organització del Tractat de l'Atlàntic Nord (OTAN) i hi va ser convidat per a donar una conferència, no en va apreciar gaire l'arquitectura i va exclamar-se «Is this a prison» («això és una presó?»).